# Valerius Lupercus
Valerius Lupercus (sein Praenomen ist nicht bekannt) war ein im 2. oder 3. Jahrhundert n. Chr. lebender Angehöriger des römischen Ritterstandes (Eques).
Durch eine Inschrift, die beim Kastell Gabrosentum gefunden wurde und die auf 122/300 datiert wird, ist belegt, dass Lupercus Präfekt der Cohors II Lingonum war, die in der Provinz Britannia stationiert war.